# Frederic I de Suabia
Frederic I (n. 1050 – d. 21 iulie 1105) a fost duce al Suabiei de la 1079 până la moarte. El a fost primul duce de Suabia din Casa de Hohenstaufen și cel care a construit castelul dinastiei de lângă Göppingen.

## Origine
Frederic a fost fiul lui Frederic de Büren, conte de Riesgau și conte palatin de Suabia, cu Hildegard de Egisheim-Dagsburg, nepoată a papei Leon al IX-lea sau fiică a ducelui Otto al II-lea de Suabia din neamul Ezzonilor.
Frederic a deținut titlul de conte înainte de a deveni duce. Fiind conte, Frederic I a început să extindă puterea familiei sale. El a construit un castel pe vârful muntelui Hohenstaufen, care a devenit reședința omonimă a familiei. De asemenea, Frederic a transformat un castel de lângă Lorch, în Remstal, în mănăstire benedictină (Mănăstirea Lorch) în jurul anului 1100, care de atunci a servit ca mănăstire a casei Hohenstaufen. Posesiunile familiei par totuși să fi fost mici la acel moment ele limitându-se probabil la Stauferland în jurul muntelui Hohenstaufen și la posesiunile din Alsacia aduse de Hildegard ca zestre (în și în jurul Schlettstadt cu Hohenkönigsburg și lângă Hagenau).
Evenimentul decisiv din viața lui Frederic a fost primirea titlului de Duce al Suabiei la Regensburg în 1079 cu ocazia sărbătoririi Paștelui. În timpul unei revolte a nobililor împotriva împăratului Henric al IV-lea, Stauferii aparțineau minorității loiale acestuia. La începutul anului 1079 nobilii opozanți l-au ales Duce al Suabiei pe fiul lui Rudolf, Berthold de Rheinfelden. Henric însă a dat titlul lui Frederic I de Paște, pe 24 martie, tot la Regensburg, logodindu-l cu fiica sa, Agnes, în vârstă de aproape șapte ani (căsătoria a fost încheiată în 1089). În anii care au urmat, niciunul dintre cei doi nu a reușit să-și impună puterea în Suabia. După ce Henric s-a împăcat în 1097 cu Berthold, succesorul lui Rudolf de Rheinfelden, divizarea Suabiei a continuat. De fapt, Frederic și-a putut exercita puterea doar în nordul Suabiei.
În sud Frederic a reușit să aducă sub controlul său doar teritorii nesemnificative în jurul orașului Ulm, iar dincolo de Dunăre doar câteva proprietăți împrăștiate.
În timpul în care Henric al IV-lea s-a aflat în campanie militară în Italia, Frederic a fost cel mai important comandant militar imperial în partea de nord a imperiului.
Frederic I de Suabia a murit în 1105 și a fost înmormântat în biserica Mănăstirii din Lorch.
Soția sa, Agnes, s-a căsătorit în 1106 cu Leopold al III-lea de Babenberg - cel ce a fost ulterior canonizat. Ea a fost înmormântată lângă acesta în Abația Klosterneuburg de lângă Viena.

## Căsătorie și descendenți
În 1089 Frederic s-a căsătorit cu Agnes de Waiblingen, fiica împăratului Henric al IV-lea, cu care a avut mai mulți copii:
- Heilica (1088 – 1110), soția lui Frederic al III-lea de Lengenfeld (d. 1119);
- Bertha (1089 – 1120), soția lui Adalbert de Elchingen, conte de Ravenstein (1075 – 1120);
- Frederic (1090 – 1147), urmașul său ca duce de Suabia și tatăl împăratului Frederic I "Barbarossa";
- Hildegard;
- Conrad, viitorul rege romano-german;
- Gisela;
- Henric (1096 – 1105);
- Beatrix (1098 – 1130);
- Cunigunda (1100 – c. 1120/1126), soția lui Henric de Bavaria;
- Richilde, soția lui Hugue de Roucy;
- Gertruda, soția lui Hermann al III-lea de Stahleck, conte palatin al Rinului.